# Héctor Acosta Quintero
Héctor Acosta Quintero (San Martín Hidalgo, Jalisco, México; 21 de noviembre de 1991), es un futbolista mexicano. Juega como defensa y se encuentra sin club.

## Trayectoria
Acosta se formó en las fuerzas básicas del Deportivo Toluca FC en Guadalajara desde los 14 años cuando su padre, Héctor Acosta Alvarado, lo llevó a "probar" con Rogelio Becerra. Comenzó jugando la temporada 2008-09 con el equipo de la Tercera División de Toluca, llegó a la final en su primer torneo y logró el subcampeonato al ser derrotado por Monarcas Morelia. En su paso por los equipos filiales de Toluca, fue dirigido por Moisés Figueroa, Enrique Alfaro y Antonio Alcántara. Luego, en 2009 pasó a jugar con el equipo de la categoría sub-20 y tiempo después José Manuel de la Torre lo sumó al trabajo con primer equipo.
Disputó su primer partido internacional el 26 de agosto de 2010 en la Concacaf Liga Campeones 2010-11 entró en el segundo tiempo y su equipo derrotó al Club Deportivo Olimpia por marcador de 4-0. Fue debutado por Sergio Lugo en primera división el 24 de abril de 2011, en el empate a cuatro goles entre Toluca y Estudiantes Tecos, entró por Edgar Dueñas en el minuto 58. Anotó su primer gol como profesional el 31 de julio de 2012 en el empate a dos goles contra Lobos BUAP en la Copa México.
El 15 de diciembre de 2014 anunció su traspaso al Club Santos Laguna en calidad de préstamo por un año con opción a compra. Obtuvo el título de liga cuando su equipo derrotó en la final del Torneo Clausura 2015 a Querétaro por marcador global de 5-3.

## Selección nacional

### Categorías inferiores
México Sub-20
Fue convocado por Juan Carlos Chávez para disputar la Copa Mundial de Fútbol Sub-20 de 2011 a celebrarse en Colombia. Entró de cambio en los empates ante Inglaterra y Camerún, y jugó como titular en la victoria ante Colombia y la derrota contra Brasil. En el torneo, México terminó como segundo de su grupo por debajo de la Selección de fútbol de Argentina, logró llegar a semifinales en donde fueron derrotados por Brasil y al final ganó el partido por el tercer lugar a Francia.

## Estadísticas
Actualizado al último partido jugado el 31 de mayo de 2015.

### Clubes
| Deportivo Toluca · México |               |               |    |   |    |   |   |    |    |   |
| 1ª | 2010-11       | 1             | 0  | - | -  | 1 | 0 | 2  | 0  |   |
| 1ª | 2011-12       | 3             | 0  | - | -  | - | - | 3  | 0  |   |
| 1ª | 2012-13       | 14            | 0  | 5 | 1  | 1 | 0 | 20 | 1  |   |
| 1ª | 2013-14       | 7             | 0  | - | -  | 2 | 0 | 9  | 0  |   |
| 1ª | 2014          | -             | -  | 4 | 1  | - | - | 4  | 1  |   |
| Total club | Total club    | 25            | 0  | 9 | 2  | 4 | 0 | 38 | 2  |   |
| Club Santos Laguna · México |               |               |    |   |    |   |   |    |    |   |
| 1ª | 2015          | -             | -  | 4 | 0  | - | - | 4  | 0  |   |
| Total club | Total club    | 0             | 0  | 4 | 0  | 0 | 0 | 4  | 0  |   |
| Total carrera | Total carrera | Total carrera | 25 | 0 | 13 | 2 | 4 | 0  | 42 | 2 |
| (1)Incluye datos de la Copa México (2)Incluye datos de la Concacaf Liga Campeones (2010-11, 2013-14) y Copa Libertadores de América (2013) |               |               |    |   |    |   |   |    |    |   |

### Selecciones
| Competición                           | Categoría | Sede     | Resultado    | PJ | G |
| ------------------------------------- | --------- | -------- | ------------ | -- | - |
| Copa Mundial de Fútbol Sub-20 de 2011 | Sub-20    | Colombia | Tercer lugar | 4  | 0 |
| Total                                 | –         | –        | –            | 4  | 0 |

## Palmarés

### Campeonatos nacionales
| Título                     | Equipo             | País   | Año     |
| -------------------------- | ------------------ | ------ | ------- |
| Primera División de México | Club Santos Laguna | México | C-2015  |
| Campeón de Campeones       | Club Santos Laguna | México | 2014-15 |